# Paweł Jaworski
Paweł Sławomir Jaworski (ur. 1971) – polski historyk, specjalizujący się w historii Polski i powszechnej XIX i XX wieku, historii Skandynawii oraz Europy Środkowo-Wschodniej; nauczyciel akademicki związany z Uniwersytetem Wrocławskim.

## Życiorys
Urodził się w 1971. W 1990 ukończył szkołę średnią. Podjął studia dzienne na kierunku historia na Uniwersytecie Wrocławskim, zakończone w 1995 uzyskaniem tytułu zawodowego magistra na podstawie pracy napisanej pod kierunkiem Teresy Kulak. W latach 1994–1997 uczęszczał do Studium Języka i Kultury Czeskiej na Uniwersytecie Wrocławskim. Potem kontynuował dalsze kształcenie w ramach studiów doktoranckich na macierzystej uczelni. W 1999 uzyskał stopień naukowy doktora nauk humanistycznych w zakresie historii na podstawie pracy pt. Skandynawia w polskiej opinii publicznej 1919–1939, której promotorem była Teresa Kulak. Został zatrudniony jako adiunkt w Zakład Historii Polski i Powszechnej od XIX i XX wieku Instytutu Historycznego Uniwersytetu Wrocławskiego. W 2009 Rada Wydziału Nauk Historycznych i Pedagogicznych Uniwersytetu Wrocławskiego nadała mu stopień naukowy doktora habilitowanego nauk humanistycznych w zakresie historii o specjalności historia Polski i powszechna XIX i XX wieku, na podstawie rozprawy nt. Marzyciele i oportuniści. Stosunki polsko-szwedzkie w latach 1939–1945. W 2020 roku otrzymał tytuł naukowy profesora.

## Dorobek naukowy
Zainteresowania badawcze Pawła Jaworskiego koncentrują się wokół problematyki związanej z historią najnowszą, ze szczególnym uwzględnieniem: historii Polski i powszechnej XIX i XX wieku, historii Skandynawii i stosunków polsko-skandynawskich, dziejów Europy Środkowo-Wschodniej, zwłaszcza Czechosłowacji, historii dyplomacji i stosunków międzynarodowych. Do jego najważniejszych publikacji należą:
- Polska niepodległa wobec Skandynawii 1918–1939, Wrocław 2001 (publikacja dostępna online w Repozytorium Uniwersytetu Wrocławskiego)
- Między przymusową przyjaźnią a prawdziwą solidarnością. Czesi, Polacy, Słowacy 1938/39–1945–1989, cz. 1–2, Warszawa 2007–2009 (red. wspólnie z Łukaszem Kamińskim i Petrem Blažkiem).
- Marzyciele i oportuniści. Stosunki polsko-szwedzkie w latach 1939–1945, Warszawa 2009 (publikacja dostępna online w Bibliotece Cyfrowej IPN)
- Świat wobec „Solidarności” 1980–1989, Warszawa 2013 (red. wspólnie z Łukaszem Kamińskim) (publikacja dostępna online na portalu academia.edu)
- Wydział Przyrodniczo-Technologiczny Uniwersytetu Przyrodniczego we Wrocławiu 1945–2015, Wrocław 2015 (wspólnie z Andrzejem Koteckim).
- Solidaritet och diplomati : Svenskt fackligt och diplomatiskt stöd till Polens demokratisering under 1980-talet, Stockholm 2015 (wspólnie z Klausem Misgeldem i Karlem Molinem).
- Most przez Bałtyk. Szwecja wobec Solidarności 1980–1982, Warszawa 2017
- Prawa człowieka w polityce demokracji zachodnich wobec Polski w latach 1975–1981, Warszawa 2018 (wspólnie z Wandą Jarząbek, Jackiem Tebinką i Jakubem Tyszkiewiczem)
- Dreamers and Opportunists. Polish-Swedish relations during the Second World War, Stockholm 2019 (publikacja dostępna online na diva-portal.org)
- W cieniu „żelaznej kurtyny”. Szwecja wobec Szczecina 1945–1989, Szczecin-Warszawa 2022, ISBN 978-83-8229-453-8

Członek reakcji czasopisma „Śląski Kwartalnik Historyczny Sobótka” w latach 2010–2018.